# Uromyces aloes
Uromyces aloes är en svampart som först beskrevs av Mordecai Cubitt Cooke, och fick sitt nu gällande namn av Paul Wilhelm Magnus 1892. Uromyces aloes ingår i släktet Uromyces och familjen Pucciniaceae.   Inga underarter finns listade i Catalogue of Life.